# Daniela Neunast

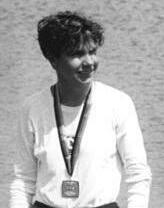
Daniela Neunast (1985)

Daniela Neunast (* 19. September 1966 in Potsdam) ist eine ehemalige Steuerfrau im Rudersport aus der DDR. 1988 gelang ihr im Achter der Olympiasieg.
Daniela Neunast begann bei der SG Dynamo Potsdam und wechselte nach 1990 zum Ruderclub Hansa von 1898 in Dortmund. 1982 wurde sie mit einem Potsdamer Vierer DDR-Meisterin und Vierte bei den Junioren-Weltmeisterschaften. 1983 gewann sie den Juniorenweltmeistertitel im Vierer, 1984 im Achter. Mit dem Vierer in der Besetzung Carola Lichey, Steffi Götzelt, Jutta Abromeit und Kerstin Spittler siegte Steuerfrau Neunast 1985 sowohl bei der DDR-Meisterschaft als auch bei der Weltmeisterschaft in der Erwachsenenklasse. 1986 saß Neunast im DDR-Achter und gewann bei der Weltmeisterschaft Silber hinter dem Boot aus der Sowjetunion. 1987 belegte der Achter den vierten Platz. Bei den Olympischen Spielen 1988 in Seoul siegte der von ihr gesteuerte DDR-Achter in der Besetzung Annegret Strauch, Judith Zeidler, Kathrin Haacker, Ute Wild, Anja Kluge, Ramona Balthasar, Beatrix Schröer und Ute Stange vor den Booten aus Rumänien und China. 1989 belegte der DDR-Achter mit Neunast an den Seilen den zweiten Platz hinter Weltmeister Rumänien.
Danach legte Daniela Neunast eine Babypause ein und kehrte zur Olympiasaison 1992 zurück. In dem bundesdeutschen Achter, der bei den Olympischen Spielen 1992 in Barcelona am Start war, saßen mit Annegret Strauch, Kathrin Haacker, Ute Wagner-Stange, Judith Zeidler und eben Daniela Neunast noch fünf Ruderinnen aus dem Gold-Achter der DDR von 1988; das Deutsche Boot gewann in Barcelona Bronze hinter den Kanadierinnen und den Rumäninnen. Bei der Weltmeisterschaft 1993 lagen Rumänien und die USA vor dem deutschen Achter.
Dafür wurde sie am 23. Juni 1993 mit dem Silbernen Lorbeerblatt ausgezeichnet.
Für ihren Olympiasieg 1988 in Seoul wurde Neunast mit dem Vaterländischen Verdienstorden in Gold ausgezeichnet.